# 戈爾季尼夫卡
48°0′52″N 32°48′15″E / 48.01444°N 32.80417°E
戈爾季尼夫卡（烏克蘭語：Гординівка），是烏克蘭中部的村莊，隸屬基洛夫格勒州的克羅皮夫尼茨基區。該村始建於1893年，面積0.36平方公里，海拔高度135米，2001年人口55，人口密度每平方公里151.5人。